# Mikao Usui
Usui Mikao (n. 15 august 1865, Prefectura Gifu, Japonia – d. 9 martie 1926, Fukuyama, Japonia) a fost un medic și terapeut japonez, fondator al Reiki, o formă de practică spirituală folosită în terapiile complementare pentru tratamentul bolilor psihice, emoționale și mentale. Usui a fost fondatorul asociației japoneze numită Usui Reiki Ryoho. Usui a avut peste 2000 de elevi și a avut 21 de profesori instruiți până la data decesului său.
Reiki este folosit ca exemplu ilustrativ de pseudoștiință în tratatele academice și articolele din jurnalele academice. David Gorski scrie că Reiki concurează cu homeopatia pentru a fi „regina șarlataniilor medicale” din cauza „ridicolului ei pur și a lipsei contactului cu realitatea”.

## Biografie
Mikao Usui s-a născut la data de 18 august 1865 în satul Taniai (numit acum Miyama cho) în regiunea Yamagata aparținând Prefecturii Gifu în Japonia. 
Primul său nume a fost Mikao, iar alte nume sub care a fost cunoscut sunt Gyoho sau Kyoho. Strămoșul său este Toshitane Chiba, un vestit samurai războinic din anul 1500. În 1551, Toshitane Chiba cucerește localitatea Usui și, ulterior, toți membrii de familie dobândesc acest nume. Numele tatălui lui Usui era Uzaemon, iar mama sa se trăgea din familia Kawai. În Miyamo cho, numele său este inscripționat pe o mare poartă torii, pe un altar Amataka, o localitate învecinată cu locul unde s-a născut, loc unde Usui a fost o singură dată. Frații lui Usui au donat piatra cu inscripția, în aprilie 1923. Frații lui Mikao Usui, Sanya și Kuniji, au devenit unul medic, iar celălalt polițist. A avut, de asemenea, o soră, Tsuru. Usui a fost căsătorit cu Sadako Suzuki, cu care a avut un băiat și o fată, Fuji respectiv Toshiko. Fuji (1908 - 1946) a predat la Universitatea din Tokyo dar, fiica sa Toshiko a avut o viață scurtă, murind la vârsta de 22 de ani, în anul 1935. Cenușa întregii familii se află la Templul Saihoji din Tokyo.
Din puținele lucruri care se cunosc, în special privind copilăria lui Usui, se știe că acesta a fost instruit într-un templu budist, unde s-a dovedit a fi un elev sârguincios și care a muncit din greu. Ca adult a călătorit în multe țări din Europa și China desăvârșindu-și studiile. A studiat foarte mult medicină, religie buddistă, creștină, psihologie și Taoism.

## Istoricul (re)descoperirii Reiki
Mikao Usui a fost cel care a căutat originile metodelor de vindecare pe care le aplicau Iisus și Buddha, regăsindu-le în rămășițele cultului antic a lui Shiva, în învățăturile esoterice din India. 
Pe când era rector al Universității Doshisha, din Kyoto, dar și preot creștin, Mikao Usui fiind rugat de studenții săi să le arate metodele prin care vindeca Iisus, a demarat o cercetare ce a durat zece ani pentru a descoperi și învăța aceste tehnici. Când autoritățile din Japonia i-au spus că despre aceste vindecări nu se vorbește prea mult și cu atât mai puțin sunt cunoscute, Usui a căutat informația în budism. Sunt asemănări izbitoare între viața lui Buddha în India (Gautama Sigghartha, 620 - 543 î.Hr.) și viața lui Iisus. Călugării budiști i-au spus că vechea tehnică de vindecare spirituală s-a pierdut și că singura cale de a te apropia de ea era abordarea învățăturii budiste, Calea Iluminării.
Negăsind răspunsurile dorite, Mikao Usui a călătorit în Statele Unite, unde a locuit timp de șapte ani. Când nu a obținut alte răspunsuri din partea creștinilor de acolo, a intrat la Chicago Divinity School, din Chicago. Se spune că și-a susținut doctoratul acolo, studiind istoria comparată a religiilor și a filozofiilor. A mai învățat acolo și sanscrita, veche limbă cultă din India și Tibet. Dar Usui tot nu a găsit răspunsul pe care îl căuta, referitor la tehnica de vindecare. Nu mai există alte informații referitoare la Mikao Usui în calitate de creștin sau preot, ci numai ca budist care, după ce s-a întors în Japonia, s-a stabilit într-o mânăstire zen. Aici a descoperit texte care descriau tehnica de vindecare, și pe care le poate citi acum în sanscrită, în original. Materialele nu includeau, totuși, informații despre cum să activezi energia ca să o folosești. Ascunderea acestor informații în Sutre  era intenționată, pentru a le ține departe de cei care nu erau pregătiți să cunoască și să folosească niște materiale atât de puternice. 
Hawayo Takata descrie astfel această stare de lucruri:
" A început să studieze sanscrita, iar, când, după eforturi susținute, a reușit să o stăpânească, a descoperit formula. Simplu ca bună ziua. Nimic dificil, totul era foarte simplu. Cum doi și cu doi fac patru... Și și-a spus: "Ei bine, am găsit. Acum trebuie să interpretez toate astea, pentru că au fost scrise cu 2500 de ani în urmă. Trebuie să testez totul".
Testul a constat dintr-o perioadă de douăzeci și una de zile de meditație, post și rugăciune pe Muntele Koriyama, în Japonia. După ce a ales locul de meditație, și-a așezat în față douăzeci și una de pietre ca să marcheze timpul aruncând una pe zi. În ultima zi a încercării sale, în întunericul de dinaintea zorilor, Usui a văzut o sferă de lumină venind către el. Primul impuls a fost să fugă, apoi s-a gândit mai bine. A decis să accepte orice ar urma ca răspuns la meditația făcută, chiar dacă răspunsul ar însemna moartea lui. Lumina l-a izbit în al treilea ochi și a rămas inconștient o vreme. Pe urmă a văzut "milioane și milioane de sfere multicolore", apoi simbolul Reiki, ca și cum ar fi fost proiectat pe un ecran. Și a văzut toate simbolurile Reiki, a primit informații despre modul în care fiecare este utilizat pentru activarea energiei vindecătoare. Era primul acordaj Reiki, redescoperirea unei tehnici străvechi.
Mikao Usui a plecat de pe Muntele Koriyama știind să vindece așa cum o făcuseră Buddha și Iisus.
Coborând pe coasta muntelui a trăit ceea ce cunoaștem azi ca fiind cele patru miracole. Mai întâi, și-a scrântit degetul de la picior și, în mod instinctiv, și-a pus palmele pe el. Mâinile lui au devenit fierbinți și degetul s-a vindecat. Pe urmă a ajuns la un han pentru pelerini, aflat la poalele muntelui. A cerut un meniu complet, un lucru nu tocmai înțelept după douăzeci și una de zile de post, dar a mâncat fără să aibă probleme. Apoi, pe femeia care servea la mese o dureau dinții, iar când și-a pus palmele pe fața ei i-a alungat durerea. Când s-a întors la mânăstire și i s-a spus că starețul zăcea la pat din cauza unei crize de artrită l-a vindecat și pe călugăr.
Usui a botezat Reiki energia vindecătoare, ceea ce înseamnă energia universală a vieții, apoi a plecat să aplice ceea ce știa în suburbiile orașului Kyoto. Mai mulți ani a trăit tratându-i pe săracii din mahala. După cultura și etica vremii, oamenii cu diformități, cu membre lipsă sau cu alte boli evidente erau suportați de comunitate ca cerșetori. După ce vindeca o astfel de persoană, el o ruga să înceapă o viață nouă, dar a descoperit că se întorceau mereu la el. Văzând că oamenii pe care-i considera vindecați în loc să înceapă o viață nouă, muncind cinstit, cerșeau în continuare, s-a descurajat și a părăsit mahalalele. Ba chiar și cei vindecați erau supărați deoarece, odată vindecați și cu semnele bolilor dispărute, nu mai puteau să cerșească și trebuiau să muncească.
Experiența avută de Usui în mahalale este utilizată ca justificare pentru prețurile mari cerute azi pentru cursurile Reiki, pe ideea că oamenii nu apreciază lucrurile pentru care nu plătesc. Dar eșecul lui Usui se datora, poate, faptului că el vindeca numai trupurile, nu și mintea și spiritul. Doctrina budistă ignoră vindecarea trupului, afirmând că numai vindecarea spirituală duce pe calea iluminării.
Mikao Usui a început un lung pelerinaj, ducând cu el Reiki prin toată Japonia, ținând cursuri. În acest fel l-a întâlnit pe Chujiro Hayashi, ofițer de marină în retragere. Hayashi a devenit maestru Reiki în 1925, la patruzeci și șapte de ani, devenind succesorul lui Mikao Usui. După moartea acestuia, Chujiro Hayashi a pregătit un număr de practicanți, atât bărbați cât și femei, inclusiv șaisprezece maeștrii.
Și-a deschis o clinica în Tokio, unde terapeuții lucrau în grup pe pacienți, aceștia și locuind în clinică pe parcursul acelei perioade de terapie. Terapeuții Reiki se deplasau și acasă la cei care nu puteau veni la clinică. 
În clinica Shina No Machi, a lui Chujiro Hayashi, a ajuns Hawayo Takata în 1935.